# Ramon Pichot i Soler
Ramon Pichot i Soler (Figueres, 1924 — Barcelona, 24 de maig de 1996) fou un pintor català. Fill de Ricard Pichot i Gironès, va començar a exposar a Barcelona el 1939, i als anys 50 per la resta de l'estat. Va exposar als Estats Units (1968, 1970 i 1973). Es va especialitzar en retrat i figura femenina, influenciat per Renoir.
Era fill del violoncel·lista Ricard Pichot (deixeble de Pau Casals) i la seva esposa Àngela Soler Bofil, i nebot, entre d'altres, del també pintor Ramon Pichot i la mezzosoprano María Gay. Es va casar amb Anna Sagi, amb qui va tenir dues filles, Gemma (pintora i dissenyadora de joies) i Sara, mare de l'actor Bruno Oro.